# Tant que tu m'aimeras
Pour plus de détails, voir Fiche technique et Distribution.
Tant que tu m'aimeras (titre original : Solange Du da bist, Aussi longtemps que tu es là) est un film allemand réalisé par Harald Braun, sorti en 1953.

## Synopsis
À la fin de la Seconde Guerre mondiale, Eva Berger a fui les territoires à l'est de l'Allemagne pour l'ouest. Elle travaille maintenant comme figurante au cinéma. Le réalisateur Frank Tornau la remarque et lui fait passer des essais. Eva raconte alors l'histoire de sa vie. Tornau trouve là la matière pour un film. Son auteur Paul écrit un scénario et pense que Mona Arendt sera la vedette du film. Tornau souhaite qu'Eva reprenne son propre rôle. Stefan, l'époux d'Eva, s'oppose à la réalisation de ce film. De plus, il se rend compte de l'histoire d'amour qui naît entre Eva et Tornau. Le tournage s'avère une torture pour Eva qui revit son passé. Au cours de la dernière scène, alors qu'elle s'est séparée de son mari blessé, elle fait une dépression nerveuse. Cependant elle se rapproche de Stefan avec lequel elle se réconcilie.

## Fiche technique
- Titre : Tant que tu m'aimeras
- Autre titre : Tant que tu seras là[1]
- Titre original : Solange Du da bist
- Réalisation : Harald Braun assisté de Rainer Erler (de) et de Rainer Geis
- Scénario : Jochen Huth
- Musique : Werner Eisbrenner
- Direction artistique : Walter Haag
- Costumes : Charlotte Flemming
- Photographie : Helmut Ashley
- Son : Hans Wunschel
- Montage : Claus von Boro (de)
- Production : Harald Braun, Georg Richter
- Sociétés de production : neue deutsche Filmgesellschaft
- Société de distribution : Schorcht Filmverleih Gmbh
- Pays d'origine :  Allemagne de l'Ouest
- Langue : allemand
- Format : Noir et blanc - 1,37:1 - Mono - 35 mm
- Genre : Film dramatique
- Durée : 104 minutes
- Dates de sortie :
  -  Allemagne de l'Ouest : 27 août 1953.
  -  Autriche : 1er février 1954.
  -  Allemagne de l'Est : 25 juin 1954.
  -  Suède : 1er novembre 1954.
  -  Finlande : 28 janvier 1955.
  -  Estado Novo (Portugal) : 27 mai 1955.
  -  État espagnol : 13 juin 1955.
  -  France : 15 mars 1957[1].

## Distribution
- Maria Schell: Eva Berger
- O. W. Fischer: Frank Tornau
- Hardy Krüger: Stefan Berger
- Brigitte Horney: Mona Arendt
- Mathias Wieman: Paul, le scénariste
- Paul Bildt: Bentz, le banquier
- Walter Richter (de): Willi
- Liesl Karlstadt: L'habilleuse

## Récompenses et distinctions
- Sélection officielle Festival de Cannes 1954[2].
- Prix du film allemand 1954 : Prix du scénario pour Jochen Huth[3].